# Alexandru Nemoianu
Alexandru Nemoianu (n. 28 aprilie 1948, București) este un autor, istoric, eseist, filozof al civilizației, publicist și scriitor român din Statele Unite ale Americii. Emigrat politic în Statele Unite în 1982, este fratele cel mai mic al lui Virgil (Petre) Nemoianu, eseist și filozof al culturii, stabilit de asemenea în Statele Unite, și al lui Romulus Pavel Nemoianu, medic veterinar. Toți trei fac parte dintr-o familie românească cu vechi tradiții culturale și intelectuale.

## Biografie

### Studii, istoric în România
Alexandru Nemoianu s-a născut la București, fiind cel de-al treilea fiu al avocatului Virgil Kamil Nemoianu și al Victoriei Nemoianu, născută Boldea. A urmat școala elementară și apoi Liceul Ion Luca Caragiale din capitală. În 1971, după susținerea examenului de licență, devine absolvent al Facultății de Istorie din cadrul Universității București. În perioada 1971 - 1981 a lucrat ca muzeograf la Muzeul Național de Istorie. A publicat diverse studii și rapoarte arheologice în publicațiile de specialitate "Revista de Istorie", "Muzeul Național" și "Mitropolia Banatului". A fost, de asemenea, unul din colaboratorii distinsului istoric român-american Radu Florescu.

### În Statele Unite
În 1982, emigrează din motive politice în Statele Unite, motiv care l-a făcut, printre altele, să piardă serviciul și dreptul la semnătură. Începând cu 1984 lucrează întâi ca arhivist și apoi ca istoric la Centrul de studii și documentare "Valerian D. Trifa" (în engleză The Romanian - American Heritage Center) din Jackson, Michigan, unde a lucrat până în 2016.
Publică eseuri culturale, articole istorice, respectiv variate analize politice la diferite reviste și publicații din Statele Unite, multe editate în limba română. Astfel, colaborează la "Information Bulletin" (unde este editor), "Solia", "Lumea liberă românească", "America", "ARA Journal", "Origini" și "Micromagazin", devenit ulterior "Meridianul românesc".  În Canada colaborează la "Cuvântul Românesc" și "Alternativa", respectiv în țară la "Tribuna", cu rubrica permanentă "Corespondență din SUA", și respectiv la revistele "Orizont", "Almajul" și "Altarul Banatului".

### Cărți și publicații
- History of the ‘United Romanian Society’ (bilingvă, în română și engleză, în colaborare cu Eugen Raica)
- 1997 - 1999 -- Cuvinte despre românii americani, I-II, eseuri, Cluj-Napoca
- 1999 -Borloveni, memorialistică, Cluj-Napoca, București
- 2000 - Puccini 4 și împrejurimi, memorialistică, Cluj-Napoca
- 2001 - În America la Vatra Românescă, eseuri, București
- 2002 - Întâmplări și vise, eseuri, Cluj-Napoca
- 2003 - Tărâmuri, eseuri, Cluj-Napoca
- 2004 - Acum, Cluj-Napoca
- 2005 - Semnele vremii, București
- 2005 - Treziri, Cluj-Napoca
- 2007 - Fragmente din vremea persecuțiilor, București